# Bonnes (Vienne)
Bonnes – miejscowość i gmina we Francji, w regionie Nowa Akwitania, w departamencie Vienne.
Według danych na rok 1990 gminę zamieszkiwało 1290 osób, a gęstość zaludnienia wynosiła 38 osób/km² (wśród 1467 gmin regionu Poitou-Charentes Bonnes plasuje się na 223. miejscu pod względem liczby ludności, natomiast pod względem powierzchni na miejscu 124.).